# Promessas Vol.2
Promessas 2 é uma coletânea de vários artistas de música gospel, lançado pela Som Livre, e se tornou um dos álbuns mais vendidos no Brasil em 2010.

## Faixas
| N.º            | Título                            | Artista                           | Duração |  |
| 1.             | "Sabor de Mel"                    | Damares                           | 5:21    |  |
| 2.             | "Amor Incondicional"              | Regis Danese                      | 4:53    |  |
| 3.             | "Faz Chuver" (part. Paula Santos) | Fernandinho                       | 4:07    |  |
| 4.             | "Marca da Promessa"               | Trazendo a Arca                   | 5:16    |  |
| 5.             | "Abraça-me"                       | André Valadão                     | 5:14    |  |
| 6.             | "Manancial"                       | Ana Paula Valadão & André Valadão | 5:46    |  |
| 7.             | "Verdadeiro Amor"                 | Pr. Marco Feliciano               | 4:15    |  |
| 8.             | "Meu Mestre"                      | Irmão Lázaro                      | 6:37    |  |
| 9.             | "O Meu Deus É Forte"              | Regis Danese                      | 4:53    |  |
| 10.            | "Nicolas"                         | Aline Barros                      | 4:49    |  |
| 11.            | "Milagre"                         | Damares                           | 5:55    |  |
| 12.            | "Livre" (part. Rose Nascimento)   | Mattos Nascimento                 | 3:41    |  |
| 13.            | "Vai Ser Melhor"                  | Pr. Marco Feliciano               | 3:54    |  |
| 14.            | "Jeová Rafah"                     | Soraya Moraes                     | 4:26    |  |
| 15.            | "Além da Medicina"                | Mara Lima                         | 5:27    |  |
| Duração total: | Duração total:                    | Duração total:                    | 71:14   |  |

Fonte: 
1. ↑  «CD Promessas Vol. 2 está entre os mais vendidos no Brasil». R7. Consultado em 17 de fevereiro de 2013. Cópia arquivada em 25 de setembro de 2010
2. ↑  "Promessas 2 de Various Artists no iTunes". iTunes Store (Brasil). Consultado em 20 de março de 2016.